# Science Shops
Una Science Shop es una estructura, a menudo adscrita a un departamento específico de una universidad o a una ONG, que proporciona el apoyo de una investigación participativa independiente, en respuesta a las preocupaciones experimentadas por la sociedad civil. Se trata de un enfoque de investigación de abajo hacia arriba e impulsado por la demanda. Su trabajo puede describirse como de investigación basada en la comunidad (CBR, por sus siglas en inglés).
Las Science Shops nacieron en los Países Bajos, en los años 70. Su principal función consiste en fomentar la sensibilización de la población en relación con la ciencia y la tecnología y facilitar el acceso a estos ámbitos de personas ajenas a ellos y de organizaciones sin ánimo de lucro.
En la práctica, eso significa que las organizaciones de la sociedad civil pueden acceder a la investigación científica a un bajo coste o de forma gratuita.
Las Science Shops ubicadas en universidades ofrecen a los estudiantes la posibilidad de trabajar en la investigación basada en la comunidad, como una parte de su formación. No se limitan al campo de las ciencias naturales. Pueden abarcar temas de todas las disciplinas científicas, desde las citadas ciencias naturales hasta las ciencias sociales y las humanidades.
Las Science Shops son dirigidas y gestionadas tanto por su personal de plantilla como por estudiantes, que filtran las preguntas formuladas por la sociedad civil. Los integrantes de las Science Shops utilizan estas preguntas para plantear cuestiones a los investigadores, estudiantes y miembros de la comunidad universitaria, con la esperanza de encontrar soluciones. Los estudiantes que participan en proyectos de Science Shops a menudo pueden obtener créditos para su titulación a través de esta actividad. Además, muchos de ellos realizan sus trabajos de posgrado acerca de cuestiones que les han sido planteadas por Science Shops.
Numerosas Science Shops han llevado a cabo su actividad profesional en áreas específicas. Por ejemplo, la primera Science Shop vinculada al departamento de Química de la Universidad de Utrecht se especializó en la realización de informes de evaluación sobre análisis del suelo.
Los usuarios son dirigidos a menudo a la Science Shop que mejor se adapte a sus intereses concretos. El sistema neerlandés ha proporcionado abundantes beneficios, por ejemplo, para los ambientalistas, para los trabajadores, en sentido amplio, y, en particular, para los trabajadores sociales. En líneas generales, las Science Shops han permitido a los ambientalistas analizar mejor los productos contaminantes generados por la industria y han ayudado a los trabajadores a evaluar mejor las consecuencias de los nuevos procesos de producción para la seguridad y el empleo. Además, han permitido que los trabajadores sociales puedan acercarse a la problemática de los jóvenes desde una mayor comprensión.
El sistema neerlandés ha inspirado a las Science Shops en algunos países europeos, como Dinamarca, Austria, Alemania, Noruega, Reino Unido, Bélgica, Rumanía y Portugal. Asimismo, actualmente existen Science Shops en países fuera de Europa, como Canadá. La Science Shop de la Universidad de Waterloo, en este último país, es un centro de servicio comunitario para la transferencia de conocimiento. Las Science Shops de todo el mundo están vinculadas a través de la red internacional de Science Shops, Living Knowledge. El objetivo de la red es fomentar el compromiso público y su participación en todos los niveles del proceso de investigación e innovación. La red Living Knowledge está abierta a todas las organizaciones interesadas en la investigación comunitaria y en el concepto de Science Shops.

## Science Shopsy la UE
La Comisión Europea (CE), que promueve e implementa las políticas de la UE y concede los fondos europeos, ha sido un factor importante para el interés internacional y la expansión del movimiento Science Shop. La UE ha financiado estudios y proyectos como SCIPAS, InterActs, ISSNET y TRAMS, que han contribuido al desarrollo de nuevas Science Shops.
Los proyectos más recientes, en concreto PERARES (Public Engagement in Research and Researchers Engaging with Society), EnRRICH (Enhancing Responsible Research and Innovation through Curricula in Higher Education), SciShops e InSPIRES (Ingenious Science Shops to Promote Participatory Innovation, Research and Equity in Science), recibieron financiación del Séptimo Programa Marco y del programa de investigación e innovación Horizonte 2020, ambos de la Unión Europea.

### Proyecto PERARES
PERARES Archivado el 17 de abril de 2021 en Wayback Machine. (Public Engagement with Research And Research Engagement with Society) fue un proyecto de cuatro años de duración financiado por el Séptimo Programa Marco de la Unión Europea. Comenzó en 2010, con el fin de incrementar la participación pública en investigación (PER), implicando a investigadores y a organizaciones de la sociedad civil (OSC) en la elaboración de agendas y en los procesos de investigación. Utilizó varios foros de debate sobre ciencia para articular activamente las peticiones de investigación de la sociedad civil. Estas se enviarían a las instituciones de investigación y los resultados se utilizarían en la siguiente fase de la discusión. Así, los debates irían desplazándose "hacia arriba" en las agendas. Y, para eso, los socios vincularían los formatos de discusión existentes ―como los cafés de ciencia, festivales de ciencia, foros en línea― con la red Science Shop, que ya relacionaba a la sociedad civil con las instituciones de investigación. Para poder responder a la demanda de investigación, fue necesario ampliar y fortalecer la red de organismos que trabajaban con las OSC o para ellas. Así, se pusieron en marcha diez nuevas entidades del tipo de las Science Shops en toda Europa, guiadas por partners experimentados. Se desarrollaron y se probaron directrices para evaluar el impacto de las actividades de participación.

### Proyecto EnRRICH
El proyecto EnRRICH Archivado el 9 de mayo de 2021 en Wayback Machine. (Enhancing Responsible Research and Innovation through Curricula in Higher Education) se desarrollaría desde julio de 2015 a diciembre de 2017. Este proyecto mejoraría la capacidad de los estudiantes y el personal de la educación superior para ampliar conocimientos, habilidades y aptitudes que permitieran la incorporación de la Investigación Responsable e Innovación (RRI) en los planes de estudio, respondiendo a las necesidades de investigación expresadas por las organizaciones de la sociedad civil (OSC). Para alcanzar este objetivo, el proyecto identificaría, desarrollaría, pondría a prueba y difundiría buenas prácticas y recursos relevantes para integrar en los programas académicos de toda Europa las cinco agendas políticas de RRI: “Participación pública”, “Educación científica”, “Acceso abierto”, “Ética” y “Género”. Mediante el intercambio de conocimientos y la introducción de debates y discusiones a nivel institucional, nacional e internacional, tanto dentro del consorcio como fuera de él, el proyecto EnRRICH crearía una mayor conciencia respecto a la RRI y contribuiría al establecimiento de un contexto político más favorable a su incorporación a los planes de estudio, generando, por tanto, diplomados e investigadores más responsables y con mayor capacidad de respuesta.

### Proyecto SciShops
El proyecto SciShops abarcaría el periodo comprendido entre septiembre de 2017 y febrero de 2020. Su propósito era el de cimentar la capacidad del ecosistema de las Science Shops y expandirlo dentro y fuera de Europa. En el seno de SciShops, distintos partners crearían al menos diez Science Shops, algunas basadas en la universidad y otras no. El equipo de SciShops intentaría probar los beneficios de la puesta en funcionamiento de las Science Shops para diferentes tipos de organizaciones, así como demostrar que la sociedad civil puede salir ganando si colabora con las Science Shops en la investigación basada en la comunidad.

### InSPIRES
El proyecto InSPIRES (Ingenious Science Shops to Promote Participatory Innovation, Research and Equity in Science) reúne a miembros de la sociedad civil, profesionales y otros actores interesados en Europa, África e Iberoamérica, para diseñar, pilotar e implementar conjuntamente modelos innovadores de Science Shops. InSPIRES pretende dar apoyo a las Science Shops que se centran en sectores vulnerables y grupos no organizados de la sociedad civil.
Trabajando principalmente, aunque no de forma exclusiva, en cuestiones relativas a salud y medio ambiente, los modelos de InSPIRES persiguen la integración de la Investigación e Innovación Responsables, la Ciencia Abierta y la Evaluación de Impacto, para promover proyectos de Science Shops inclusivos y culturalmente adaptables, capaces de responder de forma precisa a las necesidades y preocupaciones de la sociedad civil. 
En 2021, al final de su recorrido conjunto, los partners de InSPIRES habrían implementado más de 100 proyectos. A través de una exitosa convocatoria abierta, el consorcio apoyó seis proyectos participativos que abordaron importantes retos sociales en Grecia, Turquía, Uganda, Rumanía, Benín, Ecuador y Bolivia.
InSPIRES creó también la Open Platform de InSPIRES, una base de datos colaborativa y abierta, en línea con las Science Shops, la Ciencia ciudadana y estructuras similares, así como sus correspondientes proyectos, y que ofrecía, además, una herramienta integrada de evaluación de impacto, capaz de generar informes de evaluación de proyecto en tiempo real. El desarrollo de esta plataforma fue llevado a cabo por InSPIRES en estrecha colaboración con Data Science y OpenSystems, grupos de investigación de la Universidad de Barcelona.
Los objetivos de la base de datos en línea y la herramienta de evaluación de impacto de InSPIRES son: a) cuantificar la implantación y distribución de las Science Shops y otras estructuras similares en todo el mundo; b) registrar proyectos colaborativos de investigación e innovación, mostrando sus objetivos, conocimientos y áreas geográficas que abarcan, así como los principales colaboradores implicados; c) proporcionar una herramienta de evaluación de impacto intuitiva y personalizable para captar los resultados de los procesos y sus conclusiones de manera armonizada.